# Lars Weiss
Lars Anders Weiss, född 10 maj 1946 i Linköping, död 19 juli 2021 i Lidingö distrikt, var en svensk journalist, mediekonsult, TV-chef och författare.

## Biografi
Efter studentexamen, universitetsstudier och studier vid Journalisthögskolan arbetade Weiss under 1970-talet för kvällstidningen Aftonbladet, bland annat som korrespondent i Paris. 1979 kom han till Dagens Eko där han var Washingtonkorrespondent 1982–1985.
1989 blev Weiss chef för nyhetsprogrammet Aktuellt, men han lämnade Sveriges Television redan 1990 för att bli nyhetschef på den nystartade kanalen TV4. 1992 blev han programdirektör för denna kanal. När Sam Nilsson skulle sluta som VD för SVT vid årsskiftet 1999/2000 rekryterades Weiss i god tid som efterträdare. Han fick emellertid i oktober 1999 avsäga sig detta uppdrag då det uppdagades att Weiss skatteplanerat med skalbolagsaffärer, vilket förmodligen inte var olagligt men etiskt ifrågasatt. Efter detta hade Weiss bland annat styrelseuppdrag för Com Hem, Yellow Bird och Svenska Filminstitutet och var rådgivare för Kanal Lokal. 
Weiss skrev flera romaner och innehade läsåret 1998/1999 gästprofessuren i praktisk journalistik vid JMG på Göteborgs universitet. Han var med om att starta mediebolaget Creo där han var styrelseordförande.

### Familj
Från en tidigare relation hade han en son och dotter.
År 2002 avled Weiss son, diplomaten Jonas Weiss, i en bilolycka i Irak. Händelsen och dess följder behandlas i boken I saknadens tid. Han har även en son född 2006 tillsammans med Anna Lindmarker. Weiss och Lindmarker hade ett förhållande från cirka år 2000 fram till Lars Weiss död 2021.